# 1155

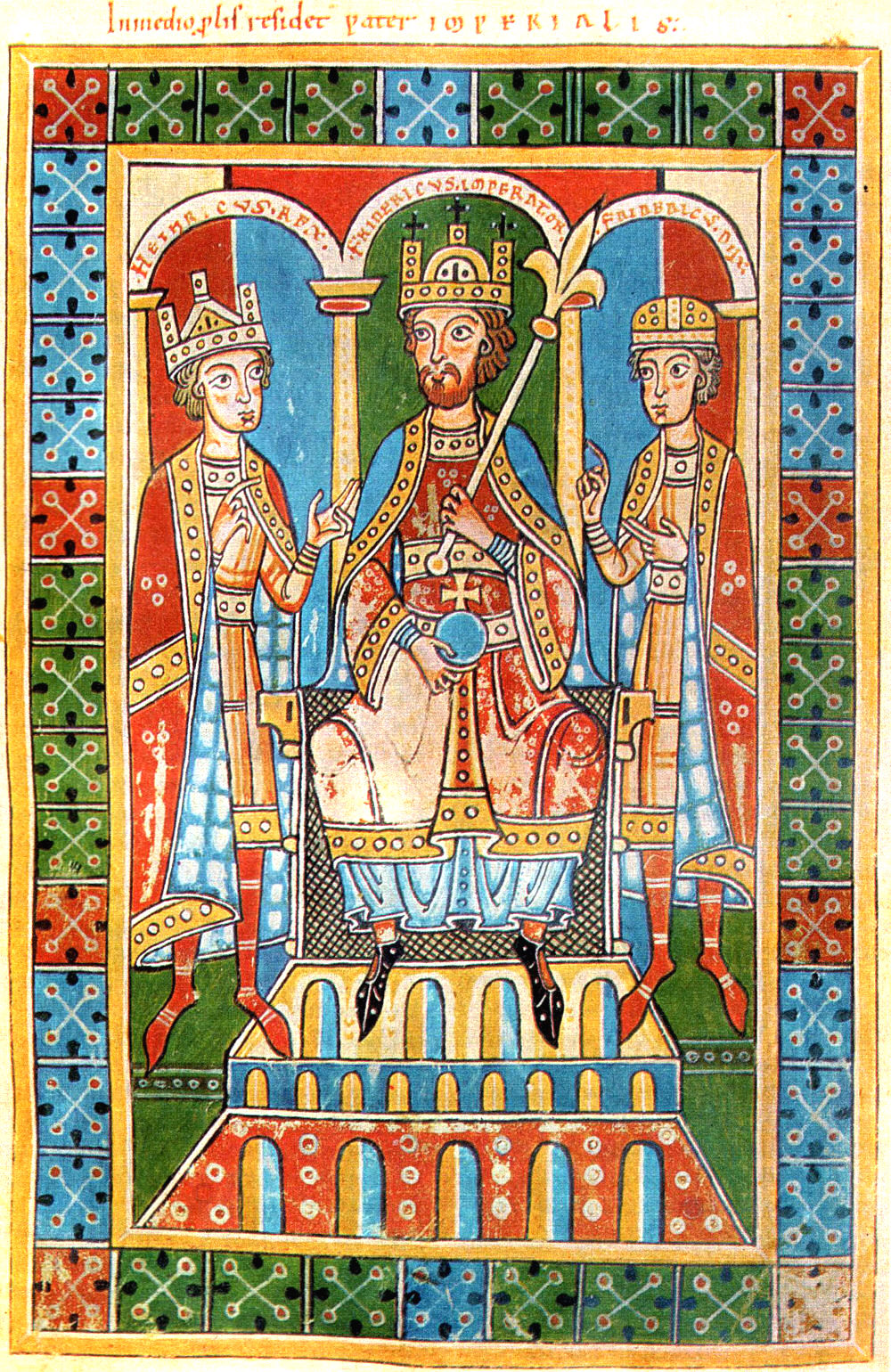
Frederico I, imperador do Sacro Império Romano-Germânico e seus filhos. Iluminura medieval da Crónica dos Guelfos (Abadia de Weingarten (Württemberg), 1179-1191).

| Calendário gregoriano                                                        | 1155 MCLV                                             |
| Ab urbe condita                                                              | 1908                                                  |
| Calendário arménio                                                           | 604 – 605                                             |
| Calendário bahá'í                                                            | -689 – -688                                           |
| Calendário budista                                                           | 1699                                                  |
| Calendário chinês                                                            | 3851 – 3852 Início a 5 de fevereiro (aproximadamente) |
| Calendário copta                                                             | 871 – 872                                             |
| Calendário etíope                                                            | 1147 – 1148                                           |
| Calendários hindus - Vikram Samvat - Calendário nacional indiano - Cáli Iuga | 1210 – 1211 1076 – 1077 4255 – 4256                   |
| Calendário Holoceno                                                          | 11155                                                 |
| Calendário islâmico                                                          | 550 – 551                                             |
| Calendário judaico                                                           | 4915 – 4916                                           |
| Calendário persa                                                             | 533 – 534                                             |
| Calendário rúnico                                                            | 1405                                                  |
| Calendário solar tailandês                                                   | 1698                                                  |

1155 (MCLV, na numeração romana) foi um ano comum do século XII do Calendário Juliano, da Era de Cristo, a sua letra dominical foi B (52 semanas), teve início a um sábado e terminou também a um sábado. No reino de Portugal estava em vigor a Era de César que já contava 1193 anos.
| Ano completo                   |
| ------------------------------ |
| Ano comum com início ao sábado |

## Eventos
- Frederico Barbarossa é coroado Imperador do Sacro Império Romano-Germânico com o título de Frederico I.

## Nascimentos
- Henrique Plantageta — herdeiro de Henrique II de Inglaterra.
- Henrique I de Faucigny m. 1197 — Barão de Faucigny e conde de Genebra.
- Pero Pais, 2º senhor da Albergaria — 2.º Senhor de Albergaria.
- Isaac Comneno do Chipre (c.) — nobre bizantino, autoproclamado imperador do Chipre (m. ca. 1195 ou 1196).

## Mortes
- 22 de Agosto - Konoe, 76º imperador do Japão.
- D. Gonçalo Mendes da Maia (1079 - 1060? — Batalha de Ourique 1155) foi um comandante militar e um Cavaleiro português (vulgarmente conhecido como o "Lidador").
- Raimundo Geoffroi de Marselha, Senhor de Marselha, n. 1095.